# Träsch
Träsch, auch Bätzi oder Bätziwasser genannt, ist ein Schnaps, der aus Kernobst gebrannt wird. In der Zentralschweiz wird er hauptsächlich aus Birnen und teilweise aus Äpfeln gebrannt und enthält bis zu 78 Volumenprozent Alkohol. Früher wurde er aus dem Trester von der Mostherstellung gebrannt. Da die heutigen industriellen Mostpressen zu wenig Flüssigkeit im Trester zurücklassen, wird er hauptsächlich aus ganzen Birnen und Äpfeln hergestellt. Auf den Bauernhöfen mit alten Mostpressen wird heute noch traditionell der Trester verwendet. Ebenfalls in der Zentralschweiz, wird Träsch hauptsächlich vermischt mit leichtem Kaffee getrunken, liebevoll auch «Schwarze», «Kaffi Träsch», «Birli Träsch» oder «Kaffe fertig» genannt. Nur selten wird der Begriff auch für Schnaps aus Traubentrester verwendet.